# Carles Duran Ortega
Carles Duran Ortega (Barcelona, 15 de gener de 1976) és un entrenador de bàsquet. Actualment és l'entrenador del  Darüşşafaka Spor Kulübü de la Lliga turca de bàsquet.

## Carrera esportiva
Es va formar al planter del Club Joventut Badalona, arribant al club de la mà de Miquel Nolis. En la seva primera etapa al club badaloní, que va durar 15 anys, va ser entrenador ajudant a la Lliga Endesa al costat d'Aíto García Reneses, Sito Alonso i Pepu Hernández. Va acumular experiència durant 6 anys com a primer entrenador del CB Prat, equip vinculat al Joventut. Des de 2010 fins a 2014, al capdavant de l'equip, va aconseguir de forma consecutiva les 4 millors classificacions del club a LEB Plata, aconseguint disputar dues fases finals d'ascens a LEB Or i conquistant la Copa LEB plata aquella mateixa temporada.
A l'estiu de 2014 arriba a un acord amb el València Basket per ser el segon entrenador del primer equip, ajudant a Velimir Perasovic, per a les dues pròximes temporades. Aquell mateix estiu va dirigir la selecció espanyola sub17 al Mundial que es va celebrar a Dubai. Perasovic va ser destituït del club valencià en el mes de gener de 2015, i Duran va ser l'escollit per fer-se càrrec de l'equip i dirigir-lo tant a la Lliga ACB com a l'Eurocup. En el mes de juliol de 2016 fitxa pel Bilbao Basket en substitució de Sito Alonso.
En el mes de febrer de 2018 inicia la seva segona etapa al Club Joventut Badalona, aquesta vegada com a primer entrenador després de la destitució de Diego Ocampo. Duran va aconseguir la permanència del club verd-i-negre, amb un balanç de 8 victòries i 7 derrotes des que va agafar l'equip, inclosa una ratxa final de 8-2, la segona millor de l'ACB en el tancament de fase regular. Un cop acabada la lliga va renovar amb el club, signant per dues temporades. Duran va ser l'entrenador del primer equip verd-i-negre fins al mes d'abril de 2024, quan una mala dinàmica a la lliga que allunyava l'equip de manera gairebé irreversible dels playoffs va fer que es rescindís el seu contracte de mutu acord amb el club, quan encara faltaven sis jornades per acabar la competició.
En el mes de novembre de 2024 és contractat pel Darussafaka de la lliga turca.

## Palmarès
- 2005-06. CB Prat. Campió de la Lliga EBA i ascens de categoria.
- 2007-08. DKV Joventut. Campió del Campionat d'Espanya Cadet.
- 2013-14. CB Prat. Campió de Copa.
- 2013-14. CB Prat. Campió del playoff a la LEB Plata i ascens.